# Славният Седемнайсети април
„Славният Седемнайсети април“ (на кхмерски език: ដប់ប្រាំពីរមេសាមហាជោគជ័យ, традиционна транслитерация: Dap Prampi Mesa Chokchey) е държавният химн на Демократична Кампучия в периода 1976-1979 г.
По онова време страната се управлява от Камбоджанската комунистическа партия, чиито членове са известни като червените кхмери.
Интересно е да се отбележи, че когато на 17 април 1975 г. червените кхмери влизат победоносно в Пномпен, те първоначално търсят сътрудничество с принц Нородом Сианук, за да може тяхната власт да получи международно признание. Ето защо те отначало възстановяват старите монархически символи. Но скоро след това настъпва разрив между тях и принца, в резултат на което Сианук заминава в изгнание, а цялата власт е обсебена от червените кхмери, които установяват една от най-жестоките диктатури в историята на човечеството. На 5 януари 1976 г. е приета Конституцията на Демократична Кампучия, в член 18 на която се обявява и химнът „Славният Седемнайсети април“.
Самият химн крие много загадки. И до днес не е известно кои са авторите на текста и музиката му. Възможно е той да се е появил още преди 17 април 1975 г., а споменаването на тази дата и заглавието да са вмъкнати след това. Текстът на песента звучи страшно – на няколко места се споменава за кръв, Кхмерската република на ген. Лон Нол е наречена „държава на робството“. Затова е изказано предположение, че автор на текста може да е самият Пол Пот, вождът на червените кхмери. Иначе, откъм обещания за по-добър живот и за построяване на справедливо общество, „Славният Седемнайсети април“ не се отличава от химните на други социалистически държави.
„Славният Седемнайсети април“ остава държавен химн до 7 януари 1979 г., когато виетнамската армия и части на червените кхмери, преминали на нейна страна, превземат Пном Пен и свалят полпотовците от власт.
Текстът на химна:
| ដប់ប្រាំពីរមេសាមហាជោគជ័យ ឈាមក្រហមច្រាល ស្រោចសព៌ក្រុងវាល កម្ពុជាមាតុភូមិ ឈាមកម្មករ កសិករដ៏ឧត្តម ឈាមយុទ្ធជន យុទ្ធនារីបដិវត្តិ ។ ឈាមប្រែក្លាយជា កំហឹងខ្លាំងក្លា តសូមោះមុត ដប់ប្រាំពីរមេសា ក្រោមទង់បដិវត្តិ ឈាមរំដោះ អំពីភាពខ្ញុំគេ ។ ជយោ ! ជយោ ! ដប់ប្រាំពីរមេសាជោគជ័យ ! មហាអស្ចារ្យមានន័យធំធេង លើសសម័យអង្គរ ! យើងរួបរួមគ្នា កសាងកម្ពុជានឹងសង្គមថ្មីបវរ ប្រជាធិបតេយ្យ សមភាពនឹងយុតិធឞ៌ តាមាគ៌឵មច្឵ស់ការ ឯករាជ្យរឹងមាំ ប្តេជ្ញាដាច់ខាត ការពារមាតុភូមិ ទឹកដីឧត្តម បដិវត្តដ៏រុងរឿង ជយោ ! ជយោ ! កម្ពុជាថ្មី ប្រជាធិបតេយ្យ សំបូរថ្កុមថ្កើង ប្តេជ្ញាជ្រោងគ្រវី ទង់បដិវត្តិក្រហមខ្ពស់ឡើង សាងមាតុភូមិយើង អោយច្រើនផ្លោះ មហារុងរឿង មហាអស្ចារ្យ ! | Dap Prampi Mesa Chokchey Jhām kraham crāl scor srab kruṅ vāl kambujā mātubhūm jhām kammakar kasekar ṭa uttam jhām yuddhajan yuddhanari paṭivatt. Jhām prae klāy jā kaṃhiṅ khlāṃṅ klā ta ŝū moḥ mut ṭap' prāṃ bīr mesā krom daṅ' paṭivatt jhām raṃṭoḥ phut bī bhāb khñuṃ ge. Jăyo jăyo tap' prāṃ bīr mesā jog jay mahā ascāry mān năy dhaṃ dheṅ loes samăy aṅgar! Yoeṅ ruop ruom gnā ka sāṅ kambujā nịṅ saṅgam thmī pavar prajā dhipateyy samabhāb nịṅ yutti dharm tām mārgā mcās' kār ekarāj rịṅ māṃ ptejñā ṭāc' khāt kārbār mātubhūm dịk ṭī uttam paṭivatt ṭă ruṅ rīoen! Jăyo jăyo kambujā thmī prajā dhipateyy saṃpūr thkuṃ thkoeṅ ptejñā jroṅ gravī daṅ' paṭivatt kraham khbas' ḷoeṅ sāṅ mātubhūm yoeṅ oy caṃroen lot phloḥ mahā ruṅ rīoeṅ mahā ascāry! |

| Славният Седемнайсети април Яркочервената кръв е заляла градовете и равнината на Кампучия, нашата Родина. Кръвта на нашите добри работници и селяни, кръвта на нашите революционни борци, мъже и жени. Кръвта им предизвиква голям гняв и дързостта да се борим героично. На Седемнайсети април, под революционното знаме, кръвта им ни освободи от държавата на робството. Ура за славния Седемнайсети април! Тази чудесна победа имаше по-велико значение отколкото Ангкорският период! Ние се обединяваме за да построим една Кампучия с ново и по-добро общество, демократично, равноправно и справедливо. Ние следваме пътя към истинска независимост. Ние напълно гарантираме, че ще защитаваме нашата Родина, нашата прекрасна страна, нашата великолепна Революция! Ура за нова Кампучия, прекрасна демократична земя на изобилие! Ние гарантираме, че ще издигнем и развеем червеното знаме на Революцията. Ще направим нашата Родина процъфтяваща над всички други, великолепна, прекрасна! |